# Marengo, Wisconsin
Marengo là một thị trấn thuộc quận Ashland, tiểu bang Wisconsin, Hoa Kỳ. Năm 2010, dân số của thị trấn này là 379 người.